# الشريف المرتضى
الشريف المرتضى أبو القاسم علي بن الحسين بن موسى بن محمد الموسوي (355 هـ - 436 هـ / 966 - 1044 م) الملقب ذي المجدين علم الهدي، عالم إمامي من أهل القرن الرابع الهجري.

## نسبه ونشأته
- هو: أبو القاسم علي بن الحسين بن موسى بن محمد بن موسى بن إبراهيم بن موسى الكاظم بن جعفر الصادق بن محمد الباقر بن علي السجاد بن الحسين بن علي بن أبي طالب بن عبد المطلب بن هاشم بن عبد مناف بن قصي بن كلاب بن مرة بن كعب بن لؤي بن غالب بن فهر بن مالك بن قريش بن كنانة بن خزيمة بن مدركة بن إلياس بن مضر بن نزار بن معد بن عدنان.
- أمه: فاطمة بنت الحسن بن أحمد بن الحسن بن علي بن الحسن بن علي بن عمر بن علي بن الحسين بن علي بن أبي طالب بن عبد المطلب بن هاشم بن عبد مناف بن قصي بن كلاب بن مرة بن كعب بن لؤي بن غالب بن فهر بن مالك بن قريش بن كنانة بن خزيمة بن مدركة بن إلياس بن مضر بن نزار بن معد بن عدنان.

ولد في رجب سنة 355 هـ - 966م في بغداد. عاش في أواخر القرن الرابع وأوائل القرن الخامس الهجريين وهي فترة انكماش الدولة العباسية وضعفها ووهنها أيام سيطرة أمراء الإقليم على حكم أقاليمهم وتولي بني بويه شؤون السلطة في بغداد.

## أساتذته ومشايخه
- الشيخ المفيد العالم المتكلم المشهور، اشتهر بكثرة علمه. وهو محمد بن محمد بن عبد السلام العكبري البغدادي المكنى بأبي عبد الله وابن المعلم.
- ابن نباتة: الشاعر المشهور وهو أبو نصر عبد العزيز بن عمر بن محمد بن أحمد بن نباتة السعدي.
- المرزباني: وهو أبو عبد الله محمد بن عمران بن موسى بن عبيد الله المعروف بالمرزباني. كان راوية للأخبار والآداب والشعر.
- أبو القاسم الدقاق: وهو أبو القاسم بن عبد الله بن عثمان بن يحيى الدقاق المعروف بابن جنيقا. كان قاضيا محدثا ثقة مأمونا حسن الخلق.
- أبو عبد الله القمي: وهو الحسين بن علي بن الحسين بن بابويه، أخو الشيخ الصدوق، كان جليل القدر عظيم الشأن في الحديث. وقد وثقه أصحاب التراجم، وأخباره مشهورة في كتبهم.
- أبو علي الفارسي؛ الحسن بن أحمد بن عبد الغفار بن محمّد بن سليمان بن أبان الفارسيّ، المولود في «فسا» عام288هـ، والمتوفى في الشونيزي عام377هـ.[2]

## تلامذته
- الطوسي: وهو أبو جعفر محمد بن الحسن بن علي الطوسي، الفقيه الأصولي والمحدث الشهير.
- أبو يعلى الديلمي «سالار»: وهو محمد بن حمزة أو ابن عبد العزيز الطبرستاني. وكان ينوب عن أستاذه المرتضى في التدريس، وهو فقيه متكلم.
- أبو الصلاح الحلبي: وهو الشيخ تقي الدين بن النجم الحلبي خليفة المرتضى في البلاد الحلبية ومن كبار علماء الإمامية.
- ابن البراج: وهو أبو القاسم القاضي السعيد عبد العزيز بن نحرير بن عبد العزيز بن البراج.
- أبو الفتح الكراجكي: وهو الشيخ الإمام العلامة أبو الفتح محمد بن علي بن عثمان الكراجكي، عالم، فاضل، متكلم، فقيه، محدث، ثقة جليل القدر.
- عماد الدين ذو الفقار الأخيضري: كان فقيها عالما متكلما ورعا.
- الدوريستي: هو أبو عبد الله جعفر بن محمد بن أحمد بن العباسي الرازي الدوريستي. من أكابر علماء الإمامية اشتهر في جميع الفنون.

## ماقيل فيه
- الذهبي: " وَكَانَ مِنَ الأَذكيَاء الأَوْلِيَاء، المُتَبَحِّرين فِي الكَلاَم وَالاعتزَالِ، وَالأَدبِ وَالشِّعْرِ، لَكِنَّهُ إِمَامِيٌّ جَلْدٌ - نَسْأَلُ اللهَ الْعَفو -وَفِي توَالِيفه سَبُّ أَصْحَابِ رَسُوْل اللهِ - صَلَّى اللَّهُ عَلَيْهِ وَسَلَّمَ - فَنَعُوْذُ بِاللهِ مِنْ علمٍ لاَ ينفع[3]
- ابن كثير: " نَقِيبُ الطَّالِبِيِّينَ، وَكَانَ جَيِّدَ الشِّعْرِ، عَلَى مَذْهَبِ الْإِمَامِيَّةِ وَالِاعْتِزَالِ، يُنَاظَرُ عَلَى ذَلِكَ، وَكَانَ يُنَاظَرُ عِنْدَهُ فِي كُلِّ الْمَذَاهِبِ، وَلَهُ تَصَانِيفُ فِي التَّشَيُّعِ ; أُصُولًا وَفُرُوعًا قَالَ ابْنُ الْجَوْزِيِّ: نَقَلْتُهَا مِنْ خَطِّ أَبِي الْوَفَاءِ بْنِ عُقَيْلٍ. قَالَ: وَهَذِهِ مَذَاهِبٌ عَجِيبَةٌ تَخْرُقُ الْإِجْمَاعَ، وَأَعْجَبُ مِنْهَا ذَمُّ الصَّحَابَةَ، رَضِيَ اللَّهُ عَنْهُمْ. ثُمَّ سَرَدَ مِنْ كَلَامِهِ شَيْئًا قَبِيحًا فِي تَكْفِيرِ عُمَرَ وَعُثْمَانَ وَعَائِشَةَ وَحَفْصَةَ، رَضِيَ اللَّهُ عَنْهُمْ، وَقَبَّحَهُ وَأَمْثَالَهُ إِنْ لَمْ يَكُنْ تَابَ[4]
- ابن الجوزي: " ولد سنة خمس وخمسين وثلاثمائة وهو أكبر من أخيه الرضى وكان يلقب بالمرتضى ذي المجدين وكانت له نقابة الطالبيين وكان يقول الشعر الحسن وكان يميل إلى الاعتزال ويناظر عنده في كل المذاهب وكان يظهر مذهب الإمامية ويقول فيه العجب وله تصانيف على مذهب الشيعة[5]

- اليافعي: «إمام أئمة العراق بين الاختلاف والافتراق، إليه فزع علماؤنا، وأخذ عنه عظماؤنا، صاحب مدارسها وجامع شاردها وآنسها، ممن سارت أخباره وعرفت بها أشعاره، وحمدت في ذات الله مآثره وآثاره، وتواليفه في أصول الدين، وتصانيفه في أحكام المسلمين مما يشهد أنه فرع تلك الأصول، ومن أهل ذلك البيت الجليل»[6]
- ابن الأثير: «إن مروج المائة الرابعة بقول فقهاء الشافعية هو أبو حامد أحمد بن طاهر الاسفرايني، وبقول علماء الحنفية أبو بكر محمد بن موسى الخوارزمي، وباعتقاد المالكية أبو محمد عبد الوهّاب بن نصر، وبرواية الحنبلية هو أبو عبد الله الحسين ابن علي بن حامد، وبرواية علماء الإمامية هو الشريف المرتضى الموسوي».[7]
- قال فيه الثعالبي في تتمة يتيمة الدهر: «قد انتهت الرئاسة اليوم ببغداد إلى المرتضى في المجد والشرف والعلم والأدب والفضل والكرم، وله شعر في نهاية الحسن».[8]

## تصانيفه
بلغت تصانيفه ورسائله ومؤلفاته مئة وسبعة عشر مصنفا.
منها:
- رسائل الشريف المرتضى.
- أمالي المرتضى.
- الشهاب في الشيب والشباب.
- الذخيرة في الكلام.
- جمل العلم والعمل في الفقه.
- تقريب الوصول.
- دليل الموحدين.
- طبيعة الإسلام.
- تنزيه الأنبياء والأئمة.
- المقنع في الغيبة.
- الذريعة في الأصول.
- مسائل الخلاف.
- إنقاد البشر من الجبر والقدر.[10]

## وفاته
توفي ببغداد في الخامس والعشرين من ربيع الأول من سنة 436 هـ- 1044م، وسنه يومئذ ثمانون سنة وثمانية أشهر، ودفن في داره أولا ثم نقل إلى مدينة الكاظمية بجوار الشيخ المفيد.

## وصلات خارجية
- : لتحميل أمالي الشريف المرتضى (غرر الفوائد ودرر القلائد)
- : لتحميل رسائل الشريف المرتضى
- بوابة الشعراء: ديوان الشريف المرتضى